# Automobile Dacia
Dacia es una marca de automóviles de Rumania fundada en 1966, actualmente propiedad del Groupe Renault desde 1999.
Inicialmente, los modelos de Dacia eran modelos Renault bajo licencia, el Renault 8 y en particular el Renault 12, que se fabricó entre los años 1969 y 2006 como Dacia 1300 en diferentes evoluciones. Durante los años 90 también desarrollaron modelos propios como el Supernova y Solenza. En 2004 y 2007, se pusieron a la venta dos modelos de desarrollo propio, los Logan y Sandero, mientras que a mediados de 2010 los Duster y Sandero Stepway.
Aunque estaban pensados para la venta en países en desarrollo, la alta demanda de Logan por parte de clientes de Europa Occidental llevó a Dacia a venderlos también en esos países. Bajo la supervisión de Renault, estos modelos fueron desarrollados tomando plataformas, motores y componentes de otros modelos de Renault, en particular el Renault Clio, el Renault Twingo y el Renault Kangoo.

## Historia

### Orígenes y primeros años

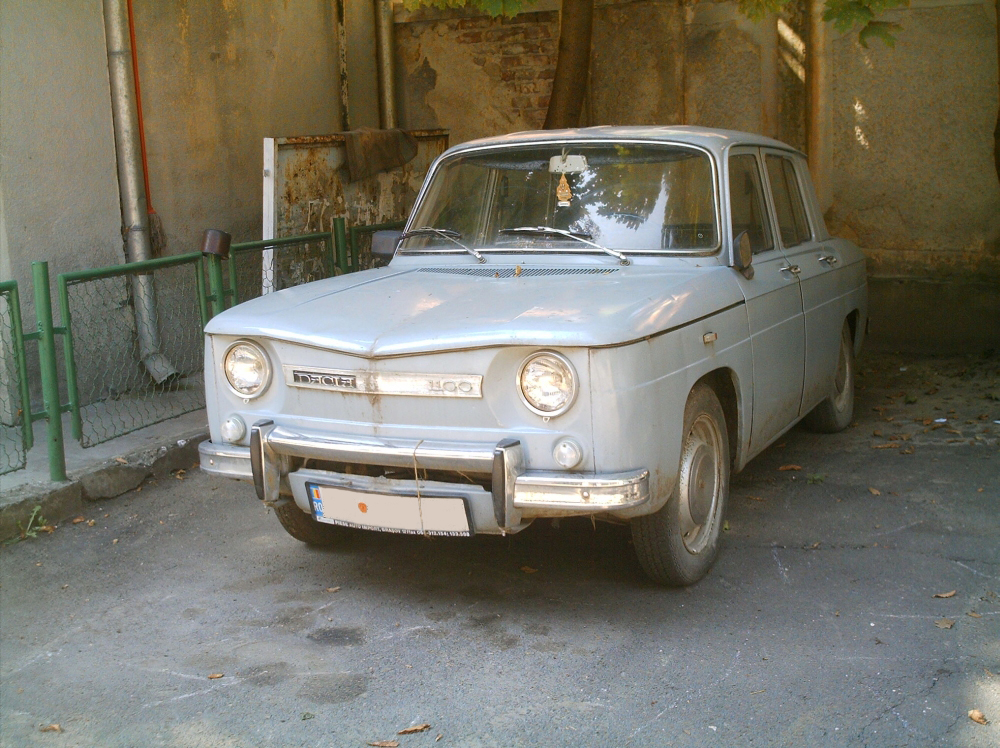
Dacia 1100, basado en el Renault 8

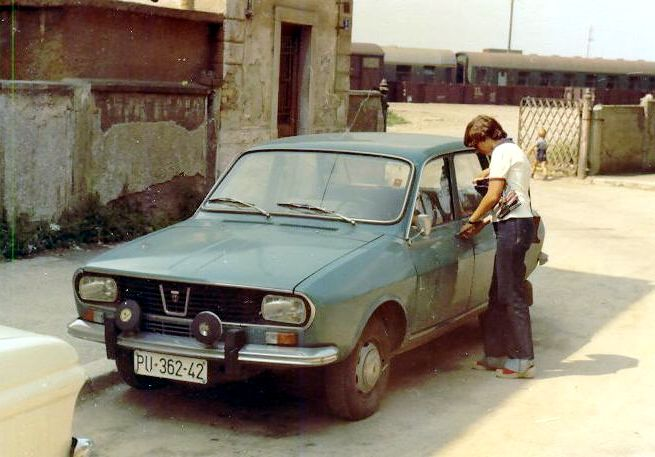
Dacia 1300 basado en el Renault 12

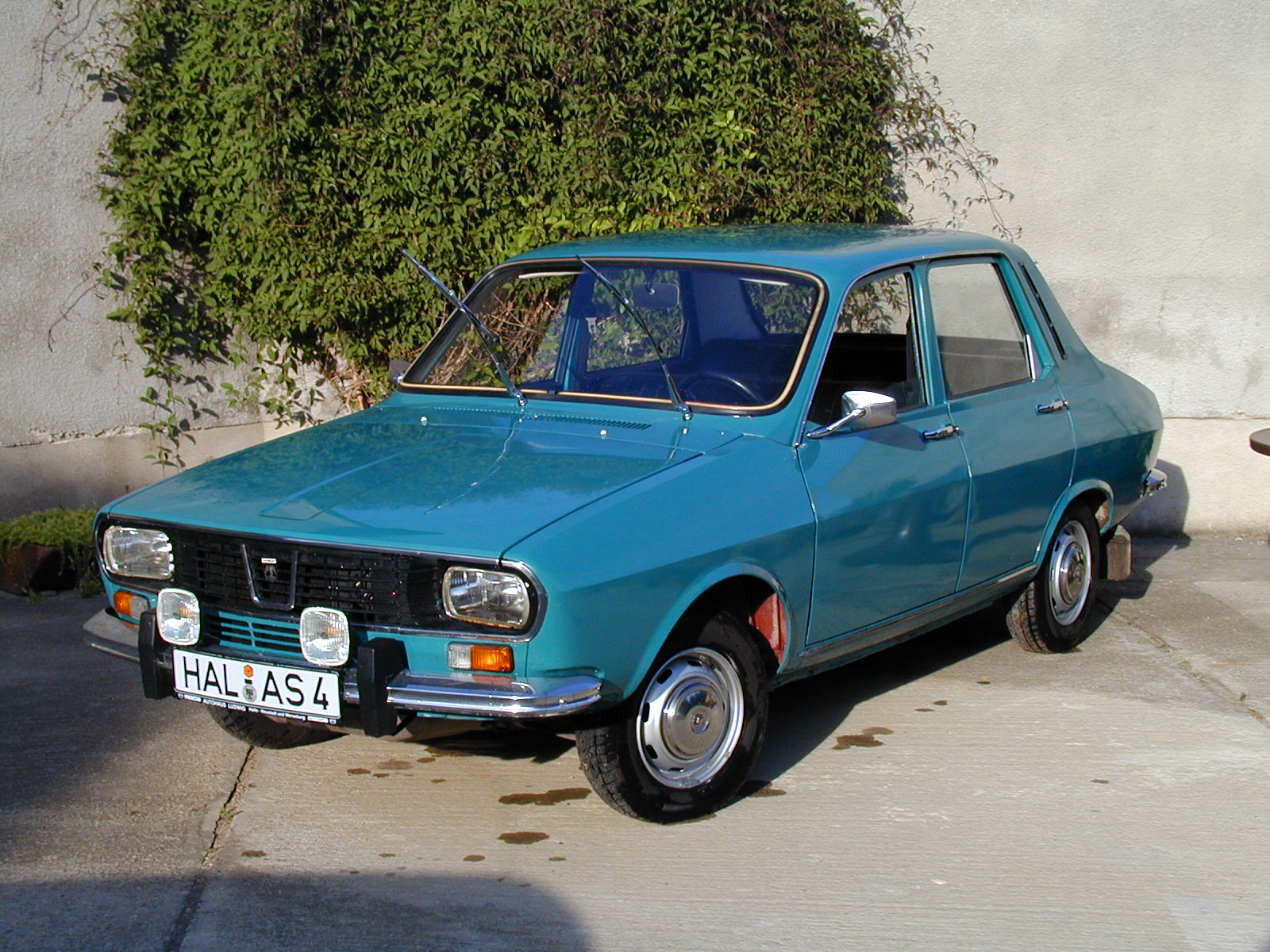
Dacia 1300 de 1975 basado en el Renault 12

En los años 60, en la República Socialista de Rumania el gobierno prohibía las importaciones, situación que obligó al gobierno rumano a formar una marca propia de vehículos, planteando desde el inicio buscar una licencia de algún fabricante, en lugar de desarrollar tecnología propia que sería más costoso y tomaría más tiempo en arrancar su operación, se lanzó una convocatoria y acudieron Fiat, Volkswagen, Peugeot y Renault. Después de un análisis y estudios de mercado, la ganadora fue Renault.
Dacia Automobile S.A. se fundó en 1966 con la asistencia técnica de Renault y su fábrica principal fue construida en 1968, en Colibaşi, actualmente Mioveni, cerca de Pitesti. 
Dacia pudo adquirir todas las herramientas e insumos básicos junto con los diseños del Renault 12. Sin embargo, hasta adquirir el material necesario para producirlo la empresa estuvo limitada a producir el Renault 8 bajo licencia que en aquel entonces fue conocido como Dacia 1100. De 1968 a 1972 se produjeron 44 000 unidades con un leve cambio estético en el frente. A principios de los años 70 también se produjo una serie muy especial de este mismo con un par faros en el frente y un motor más potente utilizado por la policía y por los apasionados de las carreras de automovilismo. Hoy en día no se conoce ningún ejemplar sobreviviente de esta versión.[cita requerida]
El primer Dacia 1300 salió de la línea de montaje en 23 de agosto de 1969, expuesto en París y Bucarest. Los rumanos se vieron encantados en poco tiempo por la modernidad y fiabilidad del vehículo, por lo que la lista para obtener uno de estos ejemplares era realmente larga. Para 1970 ya había variedad de versiones, entre ellas la versión básica 1300, la versión 1300L y la versión 1301SL (SuperLux), que incluía amenidades como un vidrio trasero con desempañador, radio, parabrisas, espejos por ambos lados y una tapicería más lujosa: estos ejemplares eran reservados para la nomenklatura del Partido Comunista.
Pronto habría cambios para los mercados de exportación, así que para 1972 la furgoneta 1300 break comenzó a ser producida, al igual que las versiones 1300F (sin asientos y solamente para carga) y 1300 (preparado para ambulancia). También se comenzó a producir la furgoneta D6 como variante de la Renault Estafette, en cantidades limitadas también por la competencia de la BucarestTV-Van.
Para 1980 se comenzó a armar el Dacia 2000 como variante del Renault 20. Debido a su exclusividad fue montado de manera limitada por lo que el Dacia 2000 fue únicamente reservado para el partido de élite y la gama de colores era solamente en azul oscuro o negro.
Un año antes en el Autoshow de Bucarest se presentó el 1310, cambios en los faros frontales, sus luces traseras, defensa rediseñada y un nuevo interior, heredados de los cambios del Renault 12 en 1975, así que después de una breve serie de autos en transición para 1979 los coches ya no reciben faros rectangulares, por lo que debe usar los de la serie del 1310, en el Reino Unido este modelo fue conocido como Dacia Denem. Sus características en la versión más equipada fueron una transmisión manual de 5 velocidades, rines de aleación y elevalunas eléctricos. Su eslogan fue "el más aceptable Dacia Denem" pero no pudo ganarse la elección del mercado británico que optó por coches japoneses, coreanos y malayos. El modelo tenía ventas muy bajas y en cantidades limitadas por lo que no se ven muchos en circulación, aunque la embajada de Rumania en South Kensington mantiene una flotilla de 190, la Pickup Shifter se siguió vendiendo hasta 1990, y el ARO 10 conocido como Dacia Plumero. Este complemento fue descartado en el Denem para finales de 1982.
Al mismo tiempo se produjo el 1310 Sport, así que en 1979 se presenta un prototipo de Cupé deportivo denominado Varsovia basado en el 1310 y desarrollado en una estación de servicio en Brasov, la producción del modelo fue aprobada y para 1983 el 1310 Sport Cupé de 2 puertas fue puesto a la venta, también fue usado para los Rallys y pilotos como Nicu Grigoras pudieron extraer el máximo rendimiento y poder de los motores Renault.

### Años 80
Para los años 80 los diseñadores todavía vienen con ideas frescas, muchas de ellas guardadas en secreto. Prototipos como el 500cc Mini-Dacia, así como algunas variantes como el Dacia 1310, fueron diseñados, y algunos, como el Dacia 1310 Limousine, todavía están en el camino. Estos coches son muy apreciados por los amantes del Dacia; Dacia web y muchos foros están llenos de pruebas acerca de las rarezas y curiosidades producidas por Dacia en dicha década.
En 1982, después de que el 1302 se hizo cupe, el Dacia 1304 Pickup y 1305 Dropside fueron producidos exitosamente, que se han puesto en marcha a partir de 1981. Se trata de uno de tantos éxitos comerciales y se mantuvo en la producción, modificándose poco a poco al pasar los años, hasta mediados de 2005. A partir de 1985, también, el 1410 podía tener un motor de mejores prestaciones, mientras que la corta vida del modelo 1210 fue la variante económica manteniéndose hasta 1992.

### Años 90

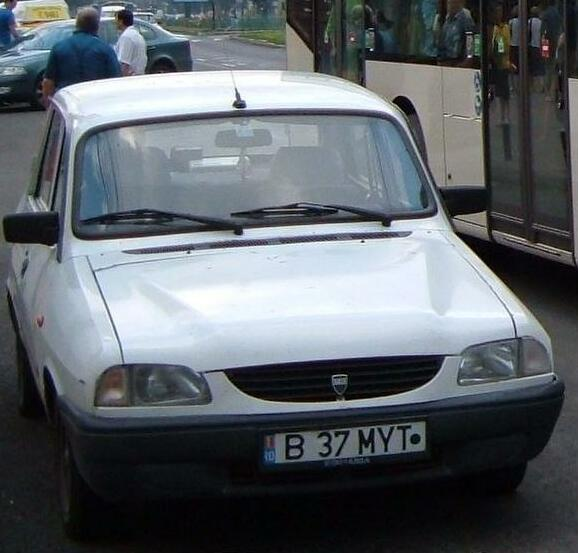
2000 Dacia 1410 (CN4)

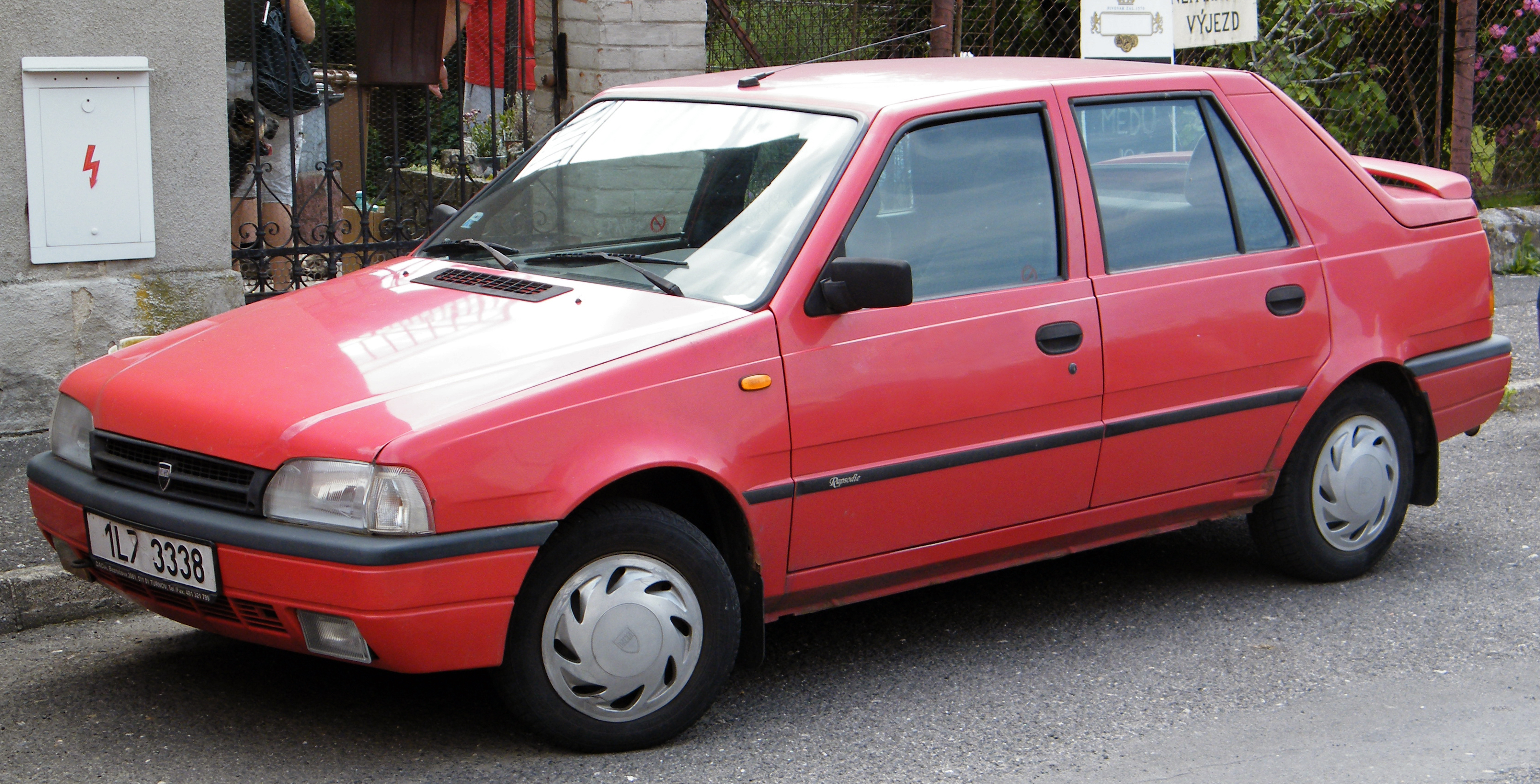
Dacia Nova y Dacia SupeRNova compartían la misma carrocería

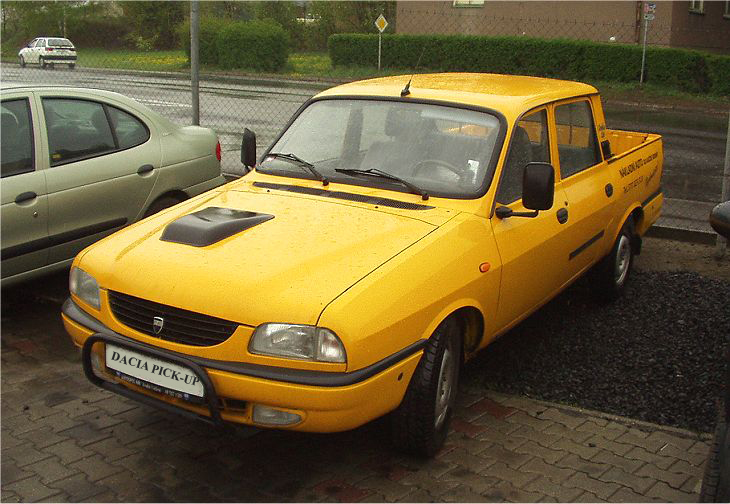
Dacia Pickup Doble cabina 4X4

El modelo 1320 surgió en 1991 como Dacia 1325 Liberta, después de la revolución de 1989, los temas de libertad estuvieron muy de moda y se mantuvo en producción hasta 1996.
El último de los modelos de cuatro luces se fabricó en 1992 y toda la gama Dacia recibió el nuevo frontal del 1320, denominado CN1. Se hizo un esfuerzo por rejuvenecer la gama de modelos: se abandonó el Sport por falta de ventas y se introdujeron nuevos vehículos comerciales. El 1307 era un pick-up de doble cabina; el 1309 era un rancho con lona en lugar de bota; el automóvil era un cruce entre familiar y pick-up y se vendió muy bien en el mercado chino. También hubo varios prototipos, entre ellos:
- el familiar 1610, con motor diésel de Volkswagen, con unas 150 unidades vendidas.
- el Dacia Star, con ventanillas laterales curvas.
- el 1308 Jumbo, una autocaravana y varios intentos de dar al 1310 un aspecto más moderno injertándole la parte delantera de coches contemporáneos como el Nissan Primera.

Los autos de 1992 a 1994 son curiosidades: aunque obviamente se estaban haciendo esfuerzos para renovar la gama de modelos, había numerosos resquicios estilísticos de los modelos de cuatro luces. Así, los últimos panel de instrumentos diseñados en 1983 se vieron en 1994, aunque se había visto un nuevo tablero en algunas gamas de modelos desde 1987. Del mismo modo, aunque el rediseño del CN1 eliminó anacronismos como una torcedura hacia arriba en el pilar "C" y una parte trasera de goma. No se aplicó spoiler de manera consistente.
El rediseño de 1994 se conocía dentro de la industria como CN2. Un frontal rediseñado se distinguía por una línea metálica horizontal en la parrilla. Había nuevos faros, una nueva parrilla del radiador y defensa delantera y trasera. En el interior, había un nuevo tablero para los modelos base, mientras que los autos de gama alta tenían lujos como defensas del color de la carrocería, cabeceras traseras, radio-cassette, tapones y el siempre presente tablero CN1, esta vez en plástico negro. Este modelo no se mantuvo en producción por mucho tiempo; en 1995 se introdujo el tipo CN3. Prácticamente las únicas diferencias eran las del nivel de equipamiento y la parrilla del radiador.
Desde finales de 1994 se prestó poca atención a la mejora de la gama 1310, ya que Dacia lanzó un nuevo modelo, el Dacia Nova. Este era un sedán compacto o hatchback con un diseño de tres cajas. El diseño estaba bastante desactualizado, porque el trabajo de desarrollo había comenzado en 1983. El Nova es un diseño 100% rumano, iniciado después del final de cualquier participación francesa en Dacia. El modelo fue impopular debido a problemas de confiabilidad y protección contra la oxidación. Sin embargo, después de las mejoras en 1996, el Nova se vio con más frecuencia en las carreteras rumanas. En 1998 se fabricó un prototipo de siete plazas utilizando los paneles y ventanillas del Nova sedán estándar.
En 1998, año del aniversario de tres décadas de producción desde que el primer Dacia salió de la línea de montaje, salió de la planta el vehículo número 2,000,000. Este año vio el último rediseño del 1310, el cual se conocía como CN4 e implicó un rediseño integral de la parte delantera, nuevas manijas de las puertas y un espejo retrovisor ligeramente rediseñado. La versión familiar estaba equipada con luces traseras más grandes. Aunque el modelo tenía más de treinta años, se vendió excepcionalmente bien debido a un precio de salida de unos 4200 € y la alta disponibilidad de piezas. La inyección de combustible también ayudó a mantener el modelo relativamente moderno.
En 1999, se produjo por primera vez una edición especial, conocida como Dacia Dedicație. Esta versión de lujo de la berlina y el familiar tenía rines de aleación, defensas del color de la carrocería, dirección asistida, elevalunas eléctricos y un nivel de acabado mucho mejor. Todos los modelos estaban pintados en plata de dos tonos y se vendieron a un precio significativamente más alto. A partir de 2002, los autos se conocieron como Berlina y Break, y las letras 1310 quedaron relegadas a una posición insignificante debajo de la luz lateral.
El 21 de julio de 2004, los últimos modelos de la serie 1300 abrieron las puertas de la planta de producción de Mioveni, un mes antes de su 35.° aniversario. El último Dacia 1310 sedán, número 1,979,730, se conserva en el Museo Dacia.[cita requerida]
El 8 de diciembre de 2006, la Dacia Pickup corrió la misma suerte. Aunque se han realizado muchas mejoras en los últimos años, como la tracción a las cuatro ruedas, la introducción de un motor diésel 1.9, el tablero del Dacia Solenza, también visto en los últimos 1310 y ruedas sujetas por cinco pernos en lugar de tres, La entrada de Rumania a la Unión Europea impidió efectivamente la producción continua de los modelos antiguos. Las líneas de montaje serán remodeladas y ampliadas para aumentar la producción del Dacia Logan.
En más de 34 años de producción y más de 2 500 000 unidades producidas, el Dacia 1300/1310 se convirtió fácilmente en el auto más común en las carreteras rumanas. Un gran número de personas se habían vuelto expertas en realizar reparaciones o modificaciones caseras, por ejemplo: a muchos autos más antiguos se les instalaron partes delanteras más nuevas para que parecieran más modernos, o simplemente porque las piezas más nuevas eran más fáciles de conseguir. En consecuencia, los originales de principios del siglo XIII son bastante raros, mientras que los precios de los modelos mejor conservados aumentan constantemente. El tuneo de estos modelos también es un pasatiempo popular, aunque la naturaleza casera de gran parte del trabajo arroja dudas sobre el nivel de calidad, seguridad y confiabilidad del producto terminado.[cita requerida]
Según la creencia popular, durante la era socialista en la planta donde se fabricaban los Dacia, había dos líneas de montaje: una línea que producía Dacias destinados a la venta en Rumania y la otra línea que producía el mismo coche, aunque con piezas superiores y ensamblado con mayor cuidado para la exportación. Los rumanos que vivían cerca de la frontera solían comprar su Dacia en los países vecinos esperando un mayor nivel de calidad.

### Adquisición por Renault

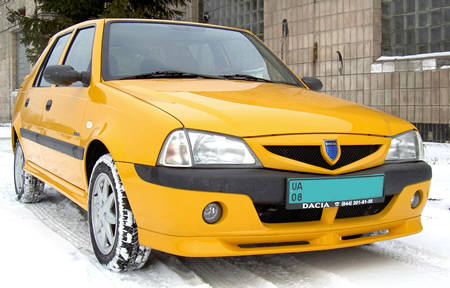
Dacia Solenza

Mientras tanto, se continuaba trabajando en los demás modelos de Dacia. En septiembre de 1999, Dacia se convirtió en la tercera marca de Groupe Renault, con el objetivo de hacer de Rumania su centro de desarrollo del automóvil en Europa Central y del Este y, en consecuencia, se incrementó la inversión. La primera señal de esto llegó en 2000, con la introducción del SupeRnova, una versión mejorada del Nova con motor y transmisión de Renault. La versión tope de gama tenía aire acondicionado, elevalunas eléctricos y reproductor de CD. Las ventas fueron muy buenas, aunque llama la atención la desactualización del concepto. Dacia vendió 53 000 vehículos en 2002 y tenía una cuota de mercado de casi el 50% en Rumania.
En 2003, una versión rediseñada reemplazó al SupeRnova con el Solenza, presentando un nuevo interior, las opciones para una bolsa de aire. Sin embargo, solamente pretendía ser un modelo provisional que cubriera la necesidad de un sedán antes de la introducción del Dacia Logan, así como para familiarizar a los trabajadores con las demandas de fabricar un modelo aceptable para los mercados de Europa occidental. La producción se detuvo en 2005.[cita requerida]

### 2004–2011

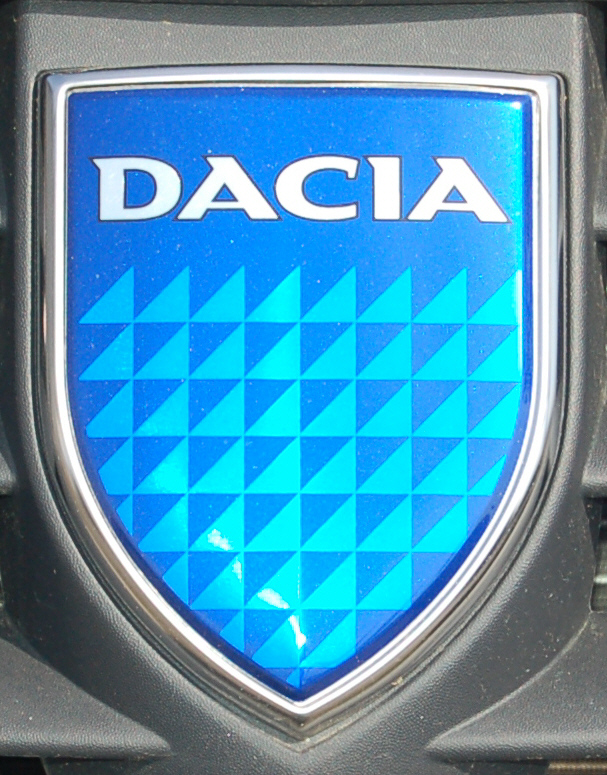
Anterior logotipo

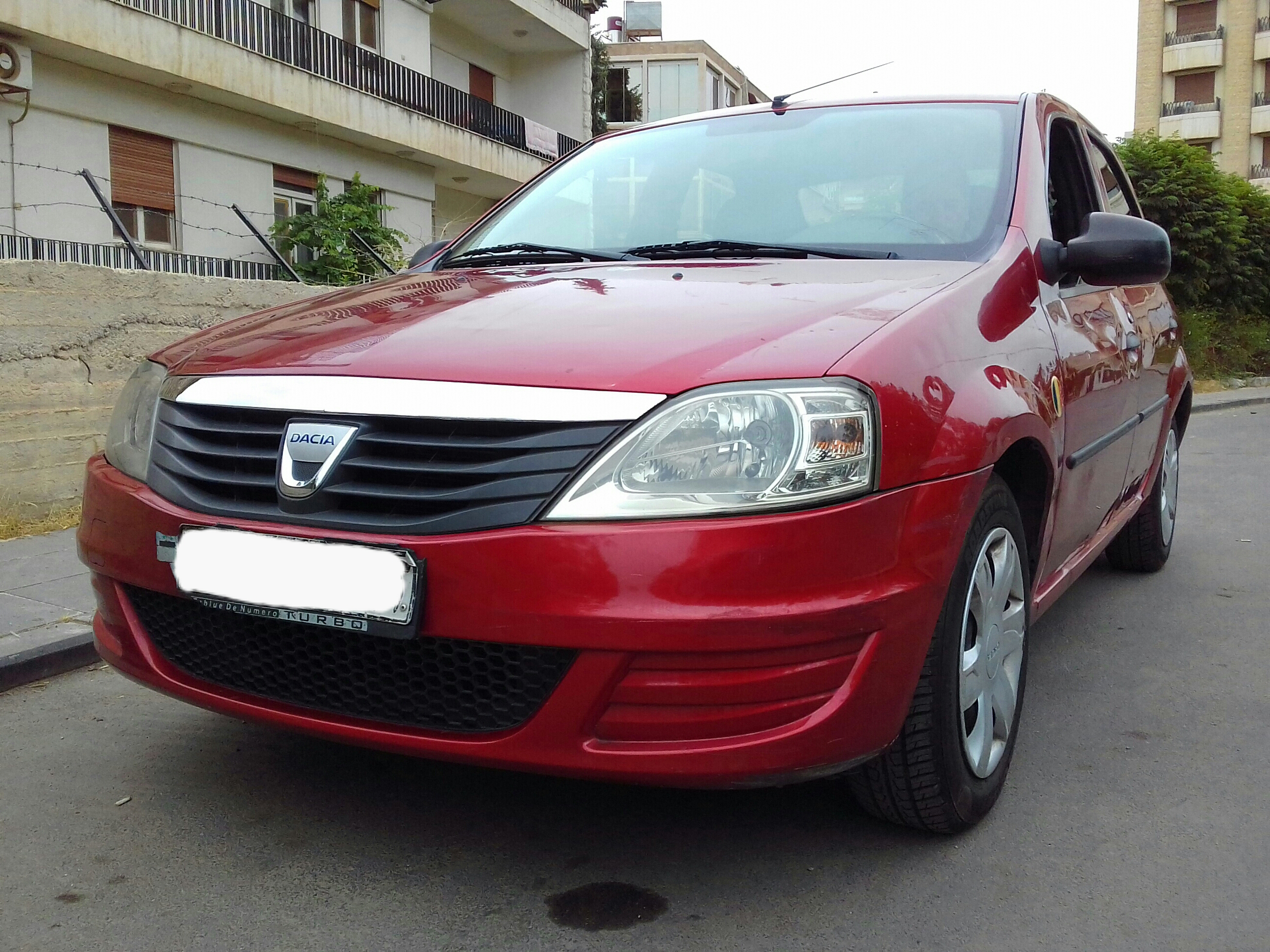
Dacia Logan 1.4 MPI

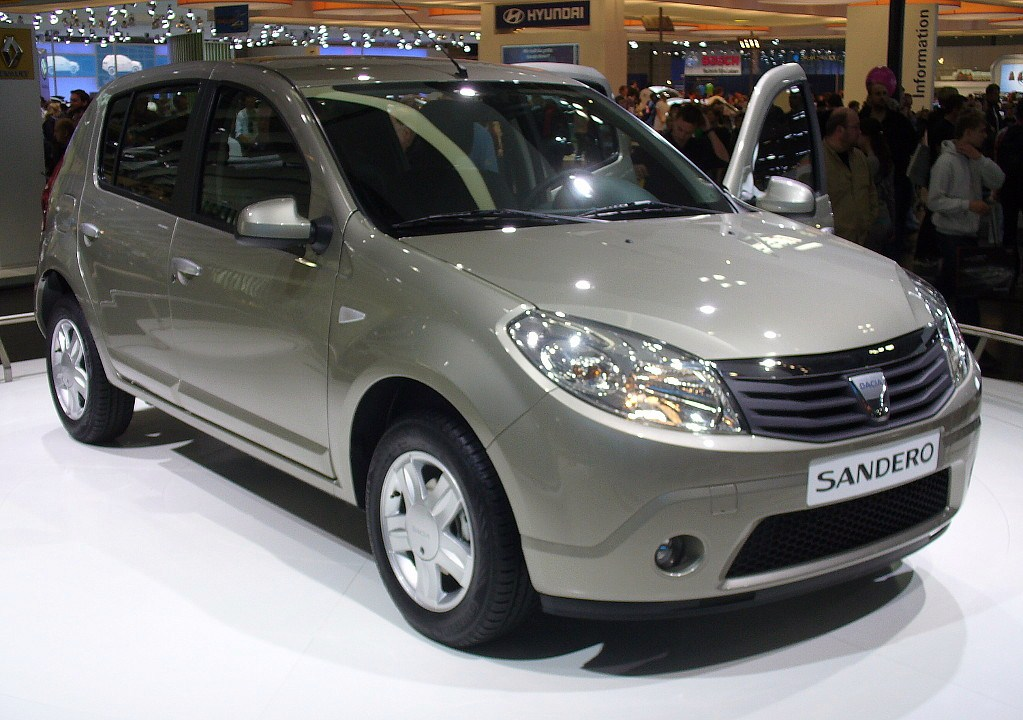
Dacia Sandero 1.5 dCi

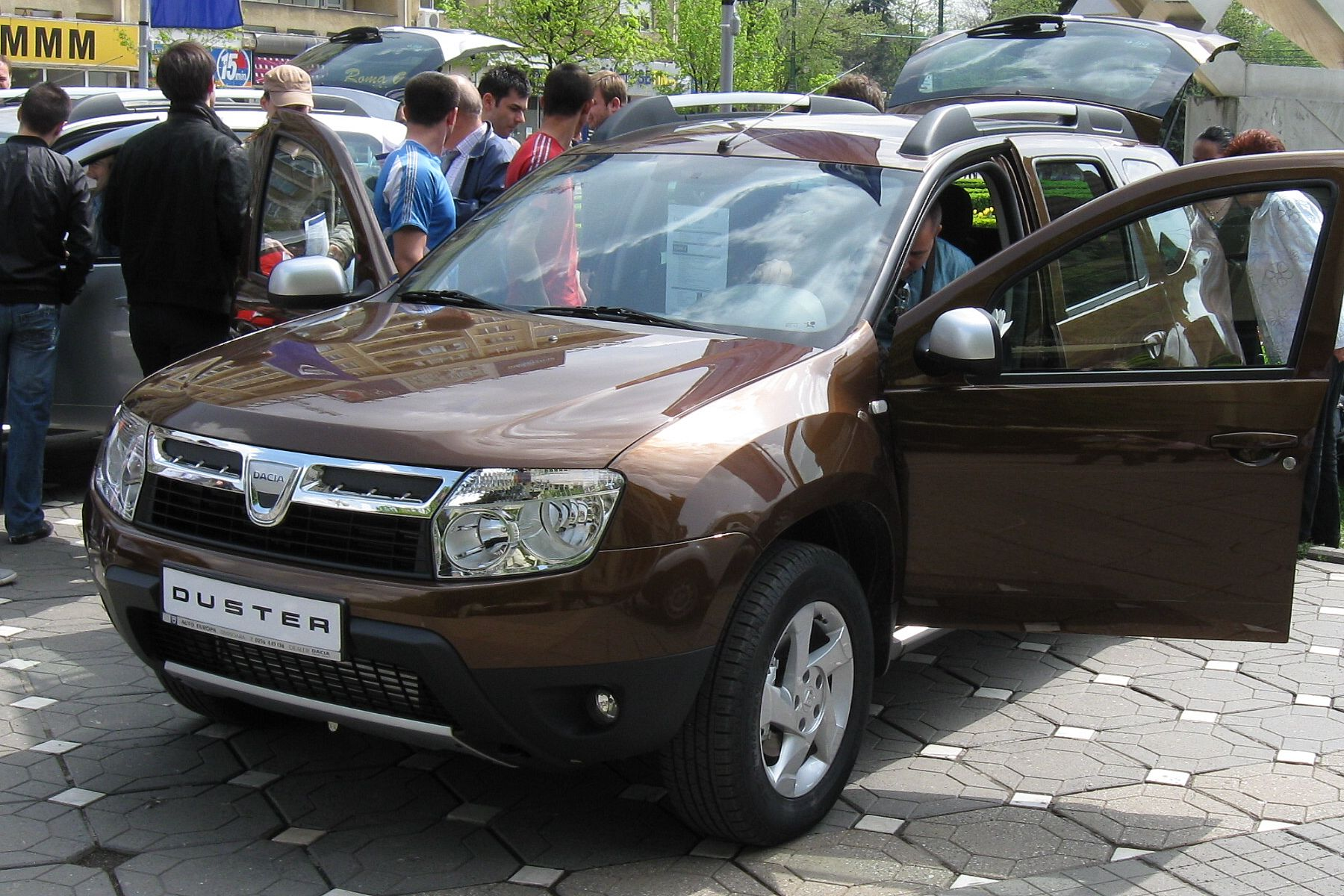
Dacia Duster Laureate K9K

El Logan ha sido el modelo más exitoso desde el 1300 original. Fue presentado después de un considerable interés de los medios en agosto de 2004 y, a pesar de las críticas relacionadas con el diseño, se convirtió en uno de los autos más vendidos en Europa Central y del Este, así como en Rusia. El Logan se vende en muchos países, ocasionalmente bajo la marca Renault. Recibió 3 de 5 estrellas, según las pruebas de choque de la Euro NCAP. Sigue siendo, con diferencia, el coche más vendido en Rumania, con una participación del 43% de las ventas totales de Dacia en Rumania en 2015. También se introdujo una versión diésel en 2005. Antes de su lanzamiento, se conocía como el auto de 5000 €, debido a su precio de lanzamiento proyectado. Esto nunca fue del todo así, aunque es uno de los autos más baratos para su tamaño en el mercado.
En 2006 se exhibió el prototipo Logan Steppe. Esto mostró una versión familiar 4×4 especulativa del Logan. La versión familiar se lanzó a finales de 2006. La furgoneta, básicamente una familiar con las lunas traseras rellenas y una cabina separada para el chofer, se lanzó en febrero de 2007 tras el cese de la producción del utilitario clásico: el Dacia Pickup.
El centro de ingeniería Renault Technologie Roumanie se estableció en 2006 en Bucarest, Rumania. Con una plantilla aproximada de 2500 ingenieros, sus principales campos de actividad son el desarrollo, ensayo y diseño de los nuevos vehículos de la gama Dacia, así como la comercialización y el soporte técnico. Al año siguiente, la empresa también abrió una oficina de estilismo, Renault Design Central Europe.
En 2008 se lanzaron un modelo pickup y el hatchback Sandero basado en Logan, este último en el Salón del Automóvil de Ginebra. Esto también marcó un punto de cambio de marca para la empresa, que adoptó un nuevo logotipo y más tarde ese mismo año, lanzó el modelo Logan renovado.
En 2007 reportó ingresos totales de US$3 100 000 000 (equivalente a $4 555 223 881 en 2023); y una plantilla de más de 12 400 empledos.
En 2009, se presentó en el Salón del Automóvil de Ginebra un nuevo concepto llamado Duster, lo que indica las intenciones del fabricante de lanzar un vehículo utilitario deportivo. Según se informa, esta fue la inauguración de la plataforma que se utilizaría para la segunda generación de los modelos Logan y Sandero, lanzada en 2012.
En 2010, el Dacia Duster se exhibió en el Salón del Automóvil de Ginebra. Es el primer crossover fabricado por Dacia desde la adquisición de Renault, en versiones 4×2 y 4×4. Se reveló el 8 de diciembre de 2009 y estuvo disponible en Europa el 18 de marzo de 2010..
En septiembre de 2010, se abrió un centro de pruebas en Titu, Rumania, como parte de Renault Technologie Roumanie. Está destinado al desarrollo y optimización de los nuevos vehículos de la gama Dacia y cuenta con nueve tipos de pistas con una longitud total de 32 km (20 millas) y alrededor de 100 bancos de pruebas, utilizados para probar la resistencia de los vehículos y repuestos al frío, calor y lluvia.

### 2012–2020

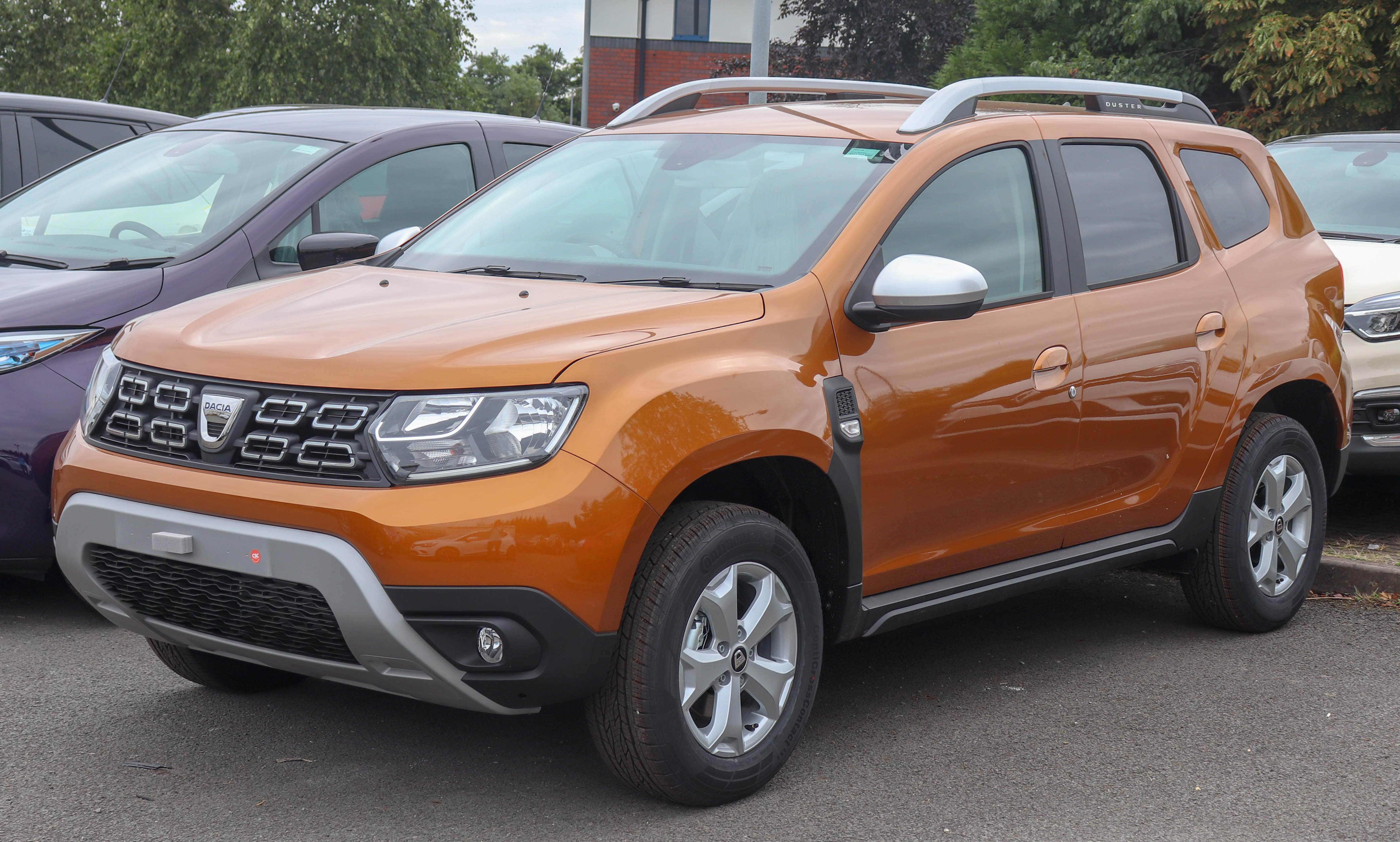
Dacia Duster Comfort 1.6 de 2018

En 2012, el Dacia Lodgy era un nuevo monovolumen compacto que se presentó en el Salón del Automóvil de Ginebra. Se basa en una nueva plataforma y se fabrica en una nueva fábrica de Renault en Tánger, Marruecos.
El Dokker, lanzado en junio de 2012, es un vehículo de actividades recreativas un poco más pequeño, también fabricado en Tánger, que comparte la misma plataforma con el Lodgy, disponible en variantes de pasajeros y furgoneta.
En septiembre de 2012, se reveló la segunda generación tanto del Logan como Sandero en el Salón del Automóvil de París. Cuentan con un diseño frontal común y vienen con características de seguridad estándar mejoradas, un nuevo motor y otros nuevos equipos de confort.
Al año siguiente, el Duster renovado se presentó en el Salón del Automóvil de Fráncfort. Recibió leves modificaciones en los extremos delantero y trasero, el nuevo interior introducido en los nuevos modelos Logan y Sandero, así como un nuevo motor de gasolina con turbocompresor.
En el Salón del Automóvil de Fráncfort de 2017, se presentó el modelo Duster de segunda generación, que aporta nuevas mejoras técnicas y de confort, pero conservando características similares, dimensiones y motores.
Según los informes, en septiembre de 2018, Dacia obtuvo el puesto 14 en las empresas Top 500 CEE.
El director ejecutivo de Dacia fue Yves Caracatzanis desde abril de 2016 hasta mayo de 2018. Le sustituyó Antoine Doucerain, que se fue a los cuatro meses por "motivos personales". Después de un breve paso por el gerente interino Jerome Olive, el puesto fue ocupado por Christophe Dridi en diciembre de 2018.
En 2020, Dacia anunció que lanzaría un automóvil eléctrico exhibido en marzo de 2020 con el concepto Dacia Spring Electric. Se dice que el Spring estaba basado en el Renault City K-ZE y que se convertiría en el coche eléctrico más barato de Europa, con un precio estimado por los medios rumanos entre 15000 y 20000 €.

### 2021–presente
En enero de 2021, Denis Le Vot se convirtió en el director general de la unidad de negocio Dacia-Lada. Como parte de una renovación de la compañía, Renault dijo que integraría las marcas Dacia y Lada en una nueva unidad de negocios. También presentó un nuevo logotipo de Dacia y una ofensiva de productos para la marca Dacia, ampliando la cobertura de sus segmentos de mercado.
En marzo de 2021, la versión de producción del Dacia Spring EV fue mostrado en el evento Renault eWays por Groupe Renault Executive Denis Le Vot. El Spring se venderá en áreas con volante a la izquierda de Europa, junto con los modelos Sandero y Logan actualizados (anunciados a fines de 2020) y tendrá una versión para compartir automóviles llamada Spring Business.

## Modelos

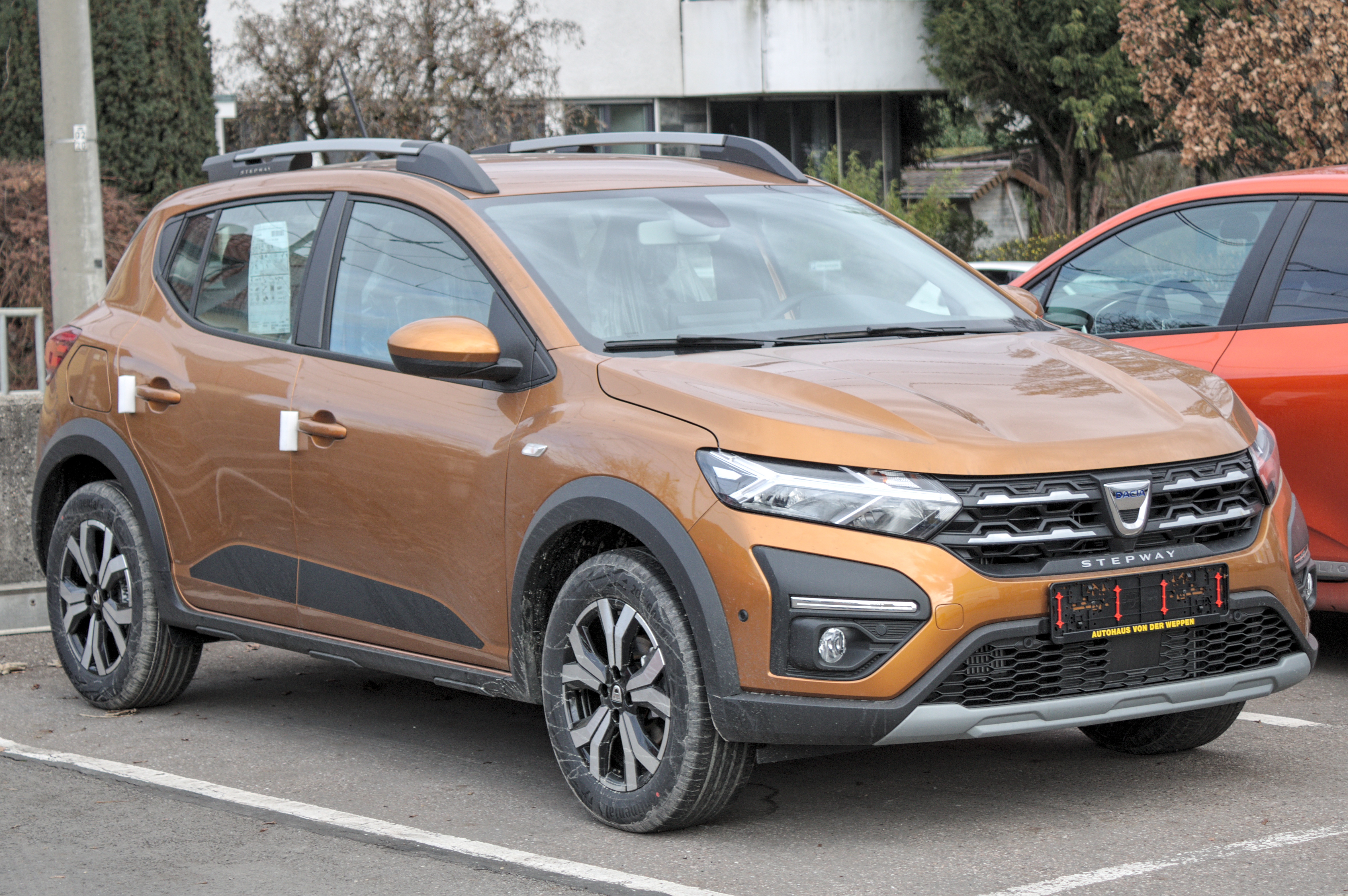
Dacia Sandero Stepway III

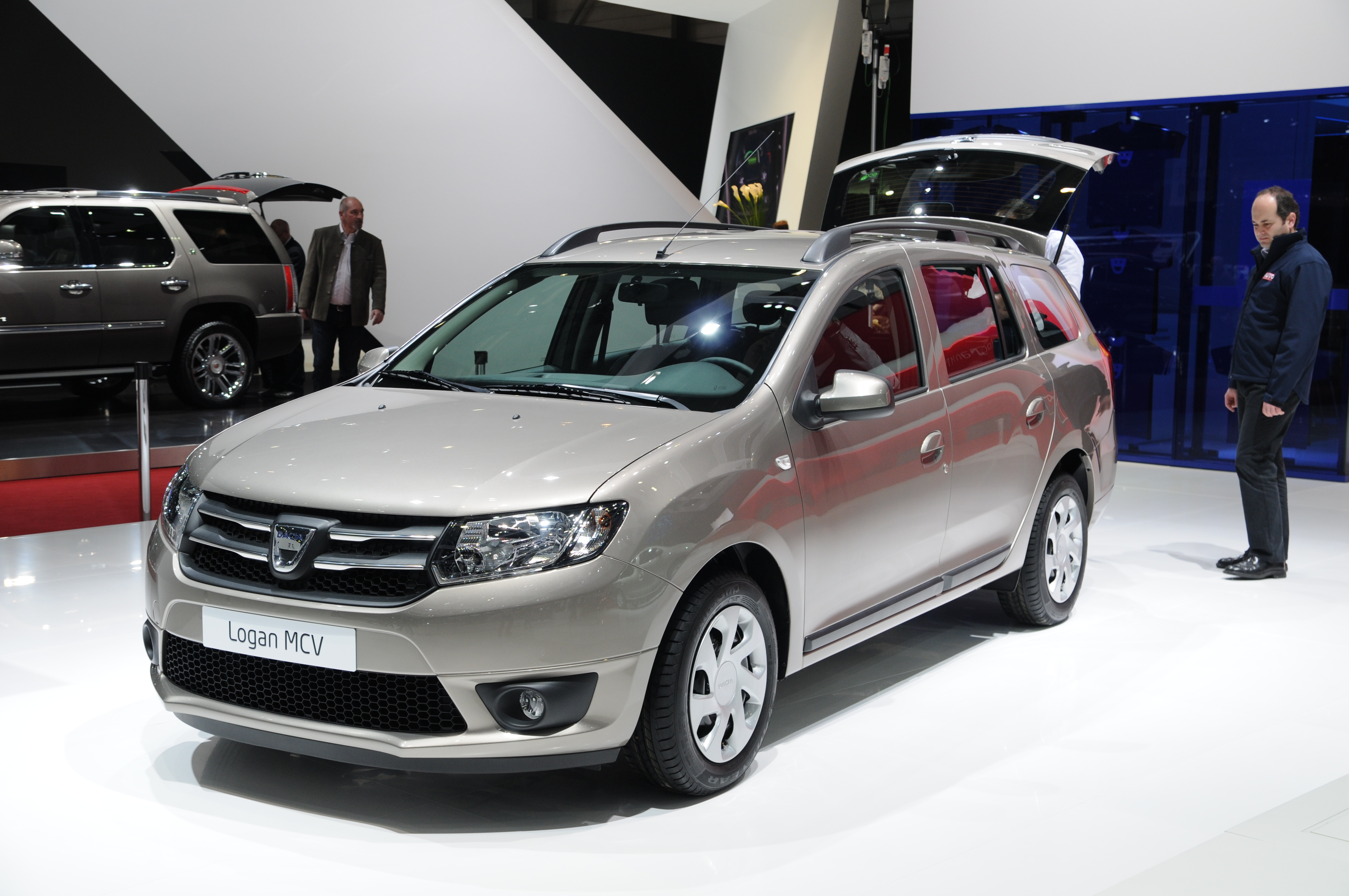
Dacia Logan MCV en el Salón del Automóvil de Ginebra

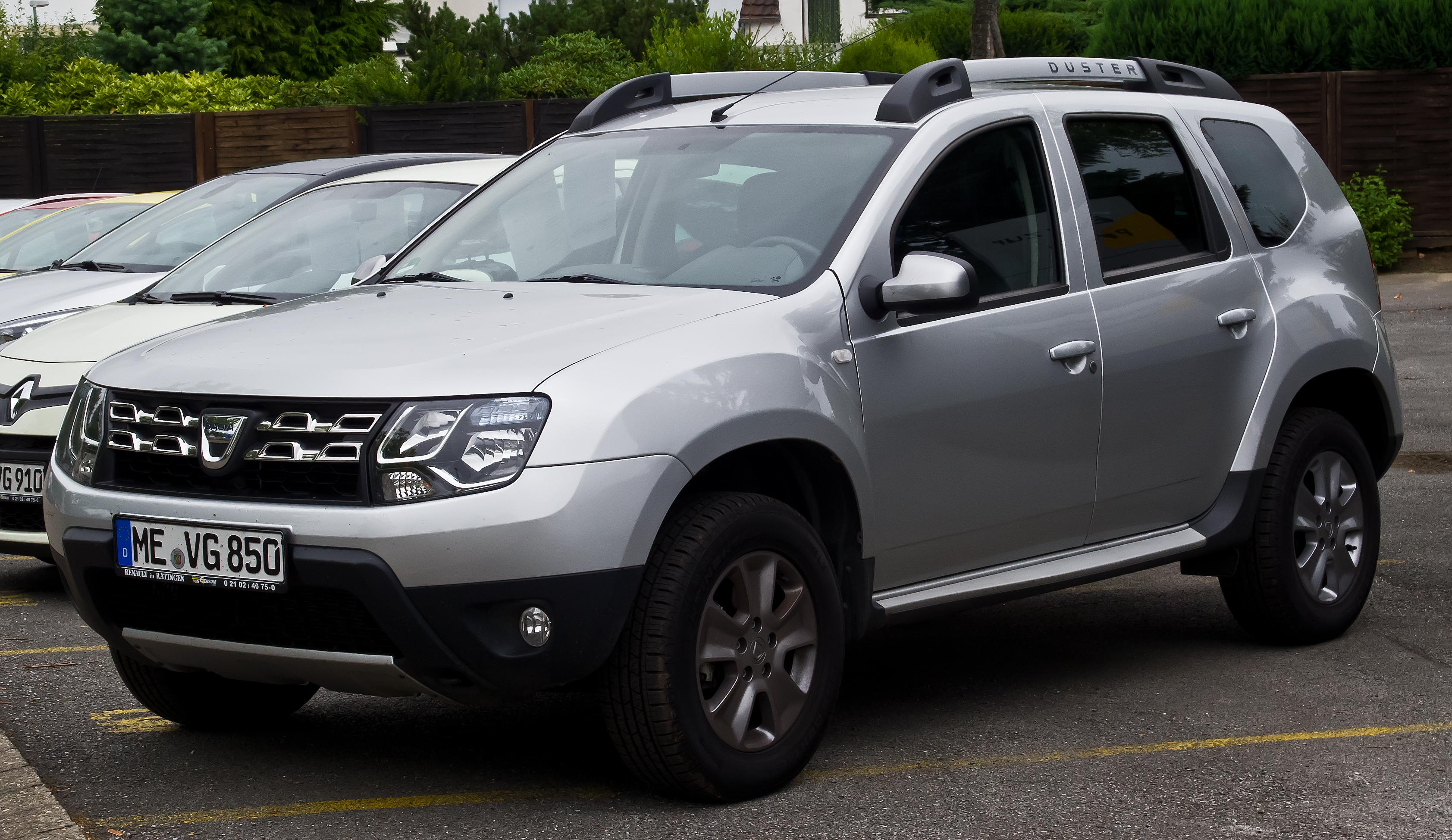
Rediseño del Dacia Duster TCe 125 4x2 Prestige

- 1100 (1968–1972)
- 1210 (basado en el 1310)
- 1300 (1969–1979) / Dacia Denem
- 1310 (1979–2004)
- 1301 (1970–1974)
- 1302 (1975–1982)
- 1304 (1979–2006)
- 1305 (1985–2006)
- 1307 (1992–2006)
- 1309 (1992–1997)
- 1310/1410 Sport Cupé (1981–1992)
- 1410 (basado en el 1310)
- 2000
- D6 (1974–1976)
- Duster / ARO 10 (1983–2003)
- Dacia 500 (Lăstun) (1985–1989)
- Pick-Up
- 1320 hatchback (1985–1989)
- 1325 (1990–1996)
- Nova (1994–1999)
- Dacia SuperNova (2000–2002)
- Solenza (2003–2005)
- Logan (2004–presente)
- Logan MCV (2006–2020)
- Logan VAN (2007–2012)
- Logan Pickup (2008–2012)
- Sandero (2007–presente)
- Duster (2010–presente)
- Dacia Lodgy (2012–2022)
- Jogger (2021-presente)
- Dokker (2012–2021)
- Lodgy Stepway (2015-2022)
- Dokker Stepway (2015-2021)
- Spring (2021-actualidad)

## Patrocinio en deportes
Dacia patrocinó en 1994 al primer equipo de fútbol del Club Atlético Lanús de Argentina, al FC St. Pauli de la Segunda División de Alemania entre 2009 y 2010 coincidiendo con su último paso en la Bundesliga y es el patrocinador oficial del Udinese Calcio de la Serie A de Italia desde 2008.[cita requerida]